# Umutcan Yüksel
Umutcan Yüksel (* 1. Januar 1992 in Ankara) ist ein türkischer Fußballtorhüter.

## Karriere

### Verein
Yüksel kam im Istanbuler Stadtteil Bakırköy auf die Welt und startete seine Profikarriere 1997 beim bekanntesten Sportverein seines Heimatbezirks, bei Bakırköyspor. Hier etablierte er sich in zwei Jahren als Stammtorhüter. 2002 wechselte er dann zum Stadtrivalen Gaziosmanpaşaspor und spielte hier bis zum Sommer 2004. Anschließend verpflichtete ihn der Zweitligist Sivasspor. Bei diesem Klub kam er über die Reservistenrolle nicht hinaus, beendete aber mit seiner Mannschaft die Saison als Zweitligameister und stieg dadurch in die 1. Lig, die höchste türkische Spielklasse, auf. In der Rückrunde der Saison 2005/06 lieh ihn sein Klub erst an den Zweitligisten Mardinspor aus und gab ihn zum Saisonende samt an diesen Verein ab.
Für Mardinspor spielte er bis zum Sommer 2008. Anschließend folgten die Stationen Şanlıurfaspor, Körfez Belediyespor und Göztepe Izmir. Mit Letzterem beendete er die Drittligasaison 2010/11 als Meister der TFF 2. Lig und stieg in die TFF 1. Lig.
Nach dem Aufstieg mit Göztepe zog Yükselzum Drittligisten Balıkesirspor weiter. Auch mit diesem Klub wurde er in der Drittligasaison 2014/15 Meister und stieg in die TFF 1. Lig auf. Für die Saison 2014/15 wurde er an Çine Madranspor und für die Saison 2016/17 an Afjet Afyonspor ausgeliehen.

### Nationalmannschaft
Yüksel begann seine Nationalmannschaftskarriere im Oktober 2007 mit einem Einsatz für die türkische U-16-Nationalmannschaft. Anschließend spielte er noch für die U-15- und für die U-17-Nationalmannschaft seines Landes.